# Карши
Карши (узб. Qarshi / Қарши) — крупнейший город и административный центр Кашкадарьинской области (вилоята) Узбекистана.

## Карши в древний и раннесредневековый периоды
Впервые на территории Карши начало возникать поселение с VII века до н. э. Именно тогда вокруг древнего города начали строить оборонительные стены. Остатки руин этих стен впервые были изучены археологами в 1999 году.
Есть данные о том, что город в ту эпоху носил согдийское название Навтак или Навтака, которое можно буквально перевести как «Новое здание». Будучи в составе Греко-Бактрийского царства, город, возможно, носил название Евкратидея.

## Карши в IX—XV веках
Автор X века Ибн Хаукаль сообщает следующее о Насафе — предшественнике города Карши: 

«Несеф — город, в котором имеется разрушенная цитадель, рабад с четырьмя воротами: Неджария (плотничьи?), Самаркандские, Кишские и Губадинские. Этот город лежит на большой бухарской и балхской дороге в равнине. Дворец правителя расположен на берегу этой реки в местности, называемой „голова моста“. Около дворца находится тюрьма, соборная мечеть в стороне Губадинских ворот, место праздничной молитвы возле ворот Неджария, с внутренней стороны. Базары сосредоточены в рабаде между дворцом правителя и соборной мечетью.»— Труды Среднеазиатского Государственного университета им. В. И. Ленина. Археология Средней Азии. IV. Ташкент. 1957
По мнению историка-востоковеда В. В. Бартольда, монгольский хан Кебек (1318—1326), преемник своего брата Эсен-Буки хана, переселился в южную часть Мавераннахра и построил для себя дворец карши на расстоянии 2,5 фарсахов (около 15 вёрст) от города Нахшеба по нижнему течению Кашка-Дарьи. В Монголии того времени слово «карши» употреблялось в значении «дворец».
Бартольд пишет, что название «Карши» встречается уже в сочинениях авторов XI века — Юсуфа Баласагунского, автора поэмы «Кутадгу билик», и Махмуда Кашгари, который не говорит, употреблялось ли оно только восточными тюрками или западными тоже. Тюрки, по-видимому, заимствовали его из языка коренного населения Китайского Туркестана.

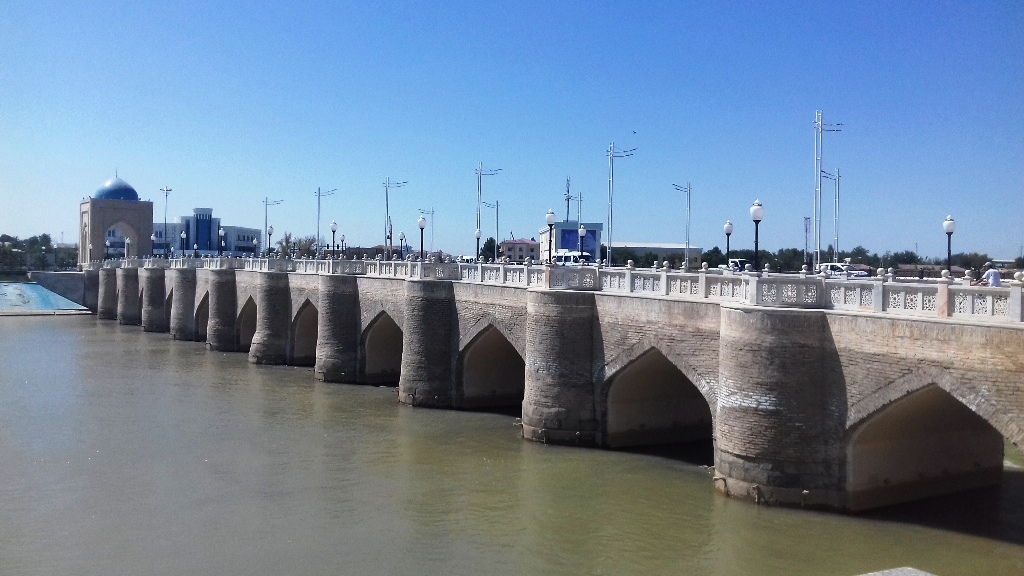
Мост Амира Темура в Карши.

По этому дворцу город Нахшеб получил название Карши, сохранённое им и до сих пор, хотя местоположение нынешнего города не соответствует местоположению ни Нахшеба домонгольского периода, ни города XIV века..
Уроженцем этого города был известный индо-персидский учёный и писатель Нахшаби. В XVII веке в этом городе родился один из известных поэтов периода Бухарского ханства — Сайидо Насафи Миробид.
Иную версию происхождения названия города приводит в своих записках «Бабур-наме» известный полководец и государственный деятель Бабур:
"Ещё один округ — Карши, который называют также Несеф и Нехшеб. Карши — могольское название; кладбище на могольском языке будет «карши».
Вероятно, такое наименование появилось после завоевания Чингизханом. Это — маловодное место. Весна там прекрасная, хлеба и дыни хороши. Карши лежит к югу от Самарканда, с лёгким отклонением к западу, в 18 йигачах пути.
Там водится птичка вроде багрикара, которую называют «кил-куйрук». Так как в округе Карши её бесчисленно и бесконечно много, то её в тех местах называют «каршинской птичкой».

## Карши в период правления узбекской династии Шейбанидов

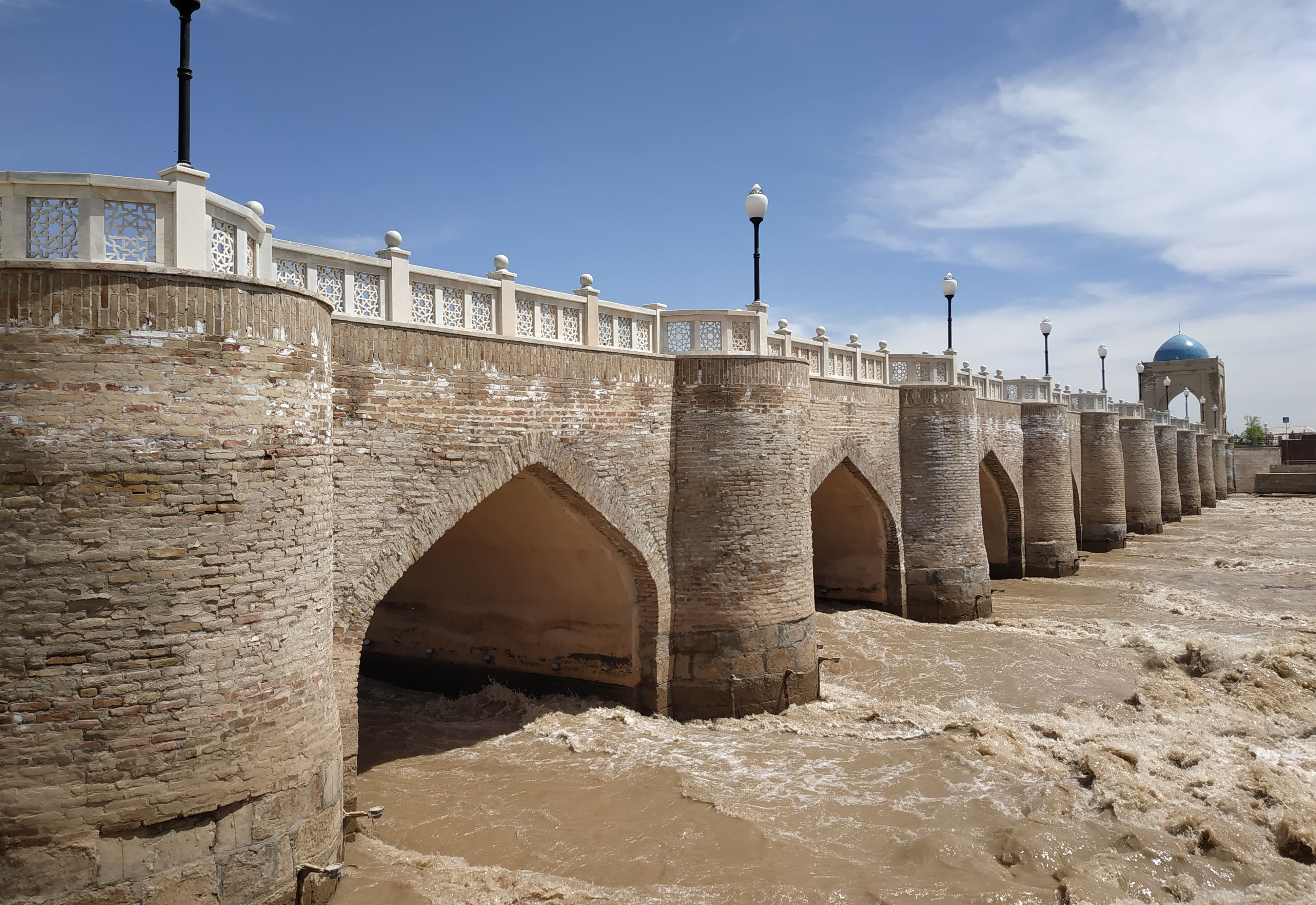
Каршинский мост

В советской историографии возникновение города принято было относить к 1-й половине XIV века.
В 1500—1599 годах Карши был центром области в государстве Шейбанидов, известном также как Бухарское ханство.
Осенью 1512 года сефевидский полководец Наджми Сани захватил город Карши, где приказал убить мирных жителей. Погибло более 15 тысяч человек, включая сайидов и известного поэта-историка Камал ад-дин Бинаи.
При Шейбанидах в Карши были проведены большие благостроительные работы. При правлении Абдулла-хана II был построен большой мост. В этот период Карши являлся одним из ключевых городов Государства Шейбанидов. В те времена мост являлся одним из крупнейших мостов Центральной Азии, и через мост проходили не только пешеходы, но и многочисленные караваны, следующие из севера и востока на юг и запад и обратно. Карши являлся важным пунктом остановки караванов из Запада И Востока.
В составе Бухарского ханства Карши был центром бекства.

## Карши в составе Бухарского эмирата в период правления узбекской династии мангытов
Александр Борнс, известный английский военно-политический разведчик и путешественник, посетил Карши в 1830-х годах, и вот как он описывает город в своём произведении «Путешествие в Бухару»:
Город разбросан на пространстве одной мили; он имеет обширный базар и около 10 000 жителей; все дома в нём с плоскими крышами. На северо-западном конце его находится земляной форт, окружённый мокрым рвом, и составляет значительное укрепление. Река, выходящая из окрестностей Шахар-Сабза, города, лежащего на расстоянии 50 миль от этого места и замечательного рождением Тимура, проходит с северной стороны Карши и даёт жителям возможность разводить безчисленные сады, обсаженные плодовитыми деревьями и высокими тополями. Эти последние имеют величественный и прекрасный вид, в особенности в ветреную погоду, когда их листья делаются белыми и как бы серебряными, хотя в действительности они зелёные: это производит любопытный и приятный эффект в ландшафте. Нигде благодатные действия воды так не ощутимы, как в этом месте, которое без неё превратилось бы в совершенную пустыню. По берегам реки и её притоков всё зеленеет и цветёт, между тем как на некотором расстоянии стелются песчаные пустыни. Карши составляет после столицы самое значительное место в бухарских владениях. Этот оазис имеет около 20 миль ширины: река орошает все поля его.

После взятия Самарканда Российской империей в 1868 году Карши становится 2-м по размерам городом в Бухарском эмирате после Бухары.

## Карши в советский период
C 1926 по 1937 год город назывался Бекбуди. Во время Великой Отечественной войны был переименован в станцию Карши и назывался так вплоть до 1963 года. В ноябре 1964 года вновь обрёл статус города.

## Карши в эпоху независимости Узбекистана
В современном Узбекистане считается, что возраст города Карши составляет 2700 лет (этот юбилей в стране отметили 27 октября 2006 года).
Президент Узбекистана Ислам Каримов заявил, что «только тот факт, что на земле Кашкадарьи расположены города Шахрисабз и Карши, имеющие 2700-летнюю историю, и это признано такой авторитетной международной организацией, как ЮНЕСКО, также свидетельствует о глубине и древности наших исторических корней».

## География
Карши расположен на западной окраине Памиро-Алайской горной системы, в Каршинском оазисе на реке Кашкадарье, у подножия возвышенности Кунгуртау, в восточной части Каршинской степи.
Город находится в 400 км к юго-западу от Ташкента (520 км по дороге). В 10 км восточнее Карши расположена военно-воздушная база Карши-Ханабад. В начале 1970-х был проведён ирригационный канал от Амударьи.

## Климат
Климат — засушливый, осадков выпадает 200—400 мм в год.

## Население
По состоянию на 1 января 2014 года, численность населения составляла 254 600 жителей.
| Год       | 1939   | 1972   | 1979    | 1999    | 2010    | 2014    |
| Население | 23 000 | 79 000 | 108 000 | 197 000 | 238 200 | 254 600 |

## Экономика
В районе производится добыча природного газа в месторождениях Шуртан и Мубарек, а также выращивание хлопчатника и зерновых.

## Достопримечательности
- Государственный музей истории и культуры Кашкадарьинской области
- Каршинский мост.
- Древнее городище Еркурган.
- Мечети Кок-Гумбез (конец XVI века), Бекмир (XVI), Киличбой, Ходжа курбан, Магзон, Чармгар и Ходжа Абдулазиз (XIX—XX).
- Здания медресе XIX века
- Мечеть Одина
- Мавзолей Абу Убайда ибн аль-Джаррах[11]
- Каршинская крепостная стена в квартале «Воротатутак», входит в национальный список объектов недвижимого, материального и культурного наследия Узбекистана[12]

## Хокимы
1. Шухрат Турсунов (до 10.02.2013),
2. Сохиб Бобоев (с 10.02.2013)[13].

## Известные уроженцы
- Наджмуддин ан-Насафи (1068—1142) — богослов, правовед ханафитского мазхаба, хадисовед, толкователь Корана.
- Зийа ад-Дин Нахшаби́ (умер в 1350) — врач и писатель. Автор философских и медицинских трактатов, особенно известен сборником новелл «Книга попугая» («Тути-наме»).
- Бардина Ольга Васильевна (1932—2001) — оперная певица, народная артистка СССР (1981).
- Ишбуляков Идеал Давлетович (1926—1998) — оперный певец, заслуженный и народный артист ТАССР, заслуженный артист РСФСР.
- Мусинский, Альберт Эдуардович (род. 1957) — советский и российский музыкант, саксофонист, кларнетист. Артист-концертмейстер симфонического оркестра Марийского театра оперы и балета имени Э. Сапаева (с 1980). Народный артист Республики Марий Эл (2006).
- Халикова Раиса Халиловна (1934—2005) — башкирский языковед, доктор филологических наук (1992), профессор (1995), заслуженный работник культуры Башкирской АССР (1987).
- Абдулла Арипов[14] (1941—2016) — поэт, Народный поэт Узбекской ССР (1983), Золотая медаль «WIPO Creativity Award» (2007), Герой Узбекистана (1998).